# Aleksandrs Starkovs
Aleksandrs Starkovs (Madona, 1955. július 26. –) lett labdarúgóedző, labdarúgó.
A Skonto Riga csapatával tizenkét bajnoki elsőséget és hat kupagyőzelmet szerzett.
Edzői pályafutása legismertebb időszaka kétségkívül, amikor első alkalommal volt Lettország szövetségi kapitánya 2001 és 2004 között. Ekkor nem kis meglepetésre kivezette a válogatottat a 2004-es Európa-bajnokságra.
2007 és 2013 között második alkalommal volt szövetségi kapitány.

## Sikerei, díjai

### Edzőként
Skonto Riga
- Lett bajnok (12): 1993, 1994, 1995, 1996, 1997, 1998, 1999, 2000, 2001, 2002, 2003, 2010
- Lett kupagyőztes (6): 1995, 1997, 1998, 2000, 2001, 2002

Szpartak Moszkva
- Orosz bajnoki ezüstérmes (2): 2005, 2006
- Orosz kupadöntős (1): 2006

Lettország
- Eb-részvétel (1): 2004
- Balti-kupa győztes (3): 2001, 2003, 2008